# Камца и Бар Камца
«Камца и Бар Камца» (ивр. קמצא ובר קמצא‎) — наиболее известный в иудаизме аггадический мидраш, рассматривающий возможные причины разрушения Второго Иерусалимского Храма в 70-м году н. э., как божьей кары. Приводится в Вавилонском Талмуде, в трактатe Гиттин.
Этим преданием часто иллюстрируют изложенное в других местах Вавилонского Талмуда положение «Из-за чего же был разрушен Второй храм, во время
существования которого занимались Торой, соблюдали заповеди, делали добрые дела? Из-за беспричинной вражды между евреями, которая — как три греха, вместе взятые: идолопоклонство, разврат и кровопролитие», хотя существуют и другие толкования этого мидраша.

## Контекст
Сюжет о Камце и Бар Камце приводится среди других «Преданий о разрушении (ивр. אגדות החורבן‎)».
В этом месте Талмуда приводятся слова раввина III-го века н. э. Йоханана бар Нафхи (англ. Yochanan bar Nafcha) «о чем написано „Блажен человек, который всегда пребывает в благоговении; а кто ожесточает сердце своё, тот попадет в беду“?» Рабби Йоханан в качестве поясняющего примера перечисляет предания: «Из-за Камцы и Бар Камцы разрушен Иерусалим; из-за петуха и курицы пал Тур Малка (ивр. טור מלכא‎); из-за борта повозки разрушен Бейтар», а далее подробно излагается история о Камце и Бар Камце и другие упомянутые истории.

## Сюжет
Богатый еврей в Иерусалиме устроил пир. Послал слугу позвать своего друга по имени Камца. Посыльный по ошибке пригласил другого — человека по имени Бар Камца, заклятого врага хозяина. Когда на пиру ошибка выяснилась, то приглашённый, чтобы не терять лица, предложил сначала заплатить за себя, после отказа хозяина — за половину угощения, а в конце концов и за весь стол. Упрямый богач — хозяин всё же выгнал случайного гостя. Бар Камца страшно обиделся и решил отомстить. Его гнев был ещё большим от того, что на пиру присутствовали раввины и мудрецы Израиля, которые не воспрепятствовали его изгнанию. Для этого он пошёл к римскому цезарю Нерону и навёл поклёп на своих сограждан, которые якобы готовят восстание.
Для проверки Нерон принял хитроумное предложение этого человека — послать от имени цезаря в Храм жертвенного тельца.
По пути Бар Камца нарочно нанес ему малозаметный вред, чтобы, как следует по еврейским законам, священники отказались принять дефектного телёнка.
Цезарь страшно разозлился из-за такой непочтительности к его дару и велел разрушить Иерусалим и Второй Храм.
Во время обсуждения, приносить в жертву тельца или нет разгорелся спор. Часть мудрецов считала, что нужно-таки принять жертву из-за «мира королевству», но Захария Бен Авкил настоял на непринятии её. Также, были и такие, кто хотел убить Бар Камцу после того, как поняли, что он умышленно нанёс вред тельцу, но Захария Бен Авкил также был против, чтобы в будущих поколениях не пришли к выводу, что любого, причиняющего вред жертвенному тельцу нужно убить.

## Роль в культуре
Мораль этой притчи, по мнению Рабби Йоханана, состоит в том что «Блажен человек, который всегда страшится, а кто ожесточает своё сердце, попадает в беду».

## Использование сюжета в литературе
Срул Гойхберг, американский еврейский поэт, написал поэму на идише «Камцо Ун Бар-Камцо» по мотивам мидраша.